# Bogislaw Bodo von Flemming
Bogislaw Bodo Reichsgraf von Flemming, auch Bogislaus Bodo von Flemming (* 24. April 1671 in Stargard in Pommern; † 14. Oktober 1732 in Schwirsen) war ein anfangs kurbrandenburgischer Offizier und General, dort zuletzt im Rang eines Generalmajors, später dann kursächsischer Generalleutnant.

## Familie
Bogislaw Bodo Reichsgraf von Flemming entstammte dem hinterpommerschen Uradelsgeschlecht Flemming. Er war der Sohn des kurbrandenburgischen Geheimen Rats und Präsidenten des hinterpommerschen Hofgerichts Georg Caspar von Flemming (1630–1703), der sich beim Kaiser am 16. November 1700 für sich und seinen Bruder bei der Erhebung zum Reichsgrafen den von seinen Vorfahren geführten Grafenstandes mit der Anrede „Hoch- und Wohlgeboren“ bestätigen ließ. Flemmings Onkel, der Bruder seines Vaters, war Heino Heinrich von Flemming, kursächsischer und ab 1690 kurbrandenburgischer Feldmarschall.
Flemmings Brüder waren der kursächsische Kammerherr Joachim Friedrich von Flemming und der kursächsische Generalfeldmarschall, Geheime Rat und Kabinettsminister Jacob Heinrich von Flemming. Seit 1695 übten sie das brandenburgische Hofamt eines Erblandmarschalls von Hinterpommern aus, das der Familie im 14. Jahrhundert übertragen worden war.
Am 11. März 1703 heiratete er Maria Louise von Wreech (* 6. Juni 1685; † 2. November 1720). Sie war die Tochter des Generals Joachim Friedrich von Wreech. Aus dieser Ehe stammten acht Kinder – drei Söhne, die sehr jung starben und fünf Töchter, wovon zwei in jungen Jahren starben. Die überlebenden Schwestern heirateten wie folgt:
- Dorothea Luise Charlotte (* 18. August 1706; † 1794) ⚭ 24. Januar 1724 Friedrich Caspar Graf von Gersdorff, Amtshauptmann zu Bautzen, Bauherr des Neuen Schlosses Uhyst (* 28. Juli 1699; † 15. Juli 1751)
- Jacobine Henriette (* 21. Januar 1709; † 11. Juni 1784) ⚭ 12. Mai 1724 Georg von Werthern (* 8. Juni 1700; † 16. Dezember 1768)
- Agnes Augusta (* 20. Februar 1716; † 13. März 1780) ⚭ Friedrich Ludwig von Wartensleben (* 12. Februar 1707; † 5. Januar 1782) Oberhofmeister der Königin Elisabeth Christine

## Leben
Flemming begann 1690 ein Studium an der Universität von Frankfurt am Main, verließ diese aber schon ein Jahr später, da er mehr am Soldatenstand hing, und trat in ein Garde-Regiment in Berlin als Fähnrich ein. Später setzte er seine Studien fort.
In Brabant trat er in die Armee ein. Aufgrund seiner Tapferkeit und sonstiger guter Führungseigenschaften soll er bei seinen Offizieren und Soldaten sehr beliebt gewesen sein. Vom Kurfürsten von Brandenburg wurde er zum General-Adjutanten der Armee mit dem Rang eines Oberleutnants ernannt. Er nahm seinen Abschied als Generalmajor in der kurbrandenburgischen Armee. Danach ging er nach Sachsen, wo sein Bruder bereits 1705 Kriegsminister wurde. Hier brachte es Flemming bis zum Generalleutnant in der sächsischen Kavallerie.

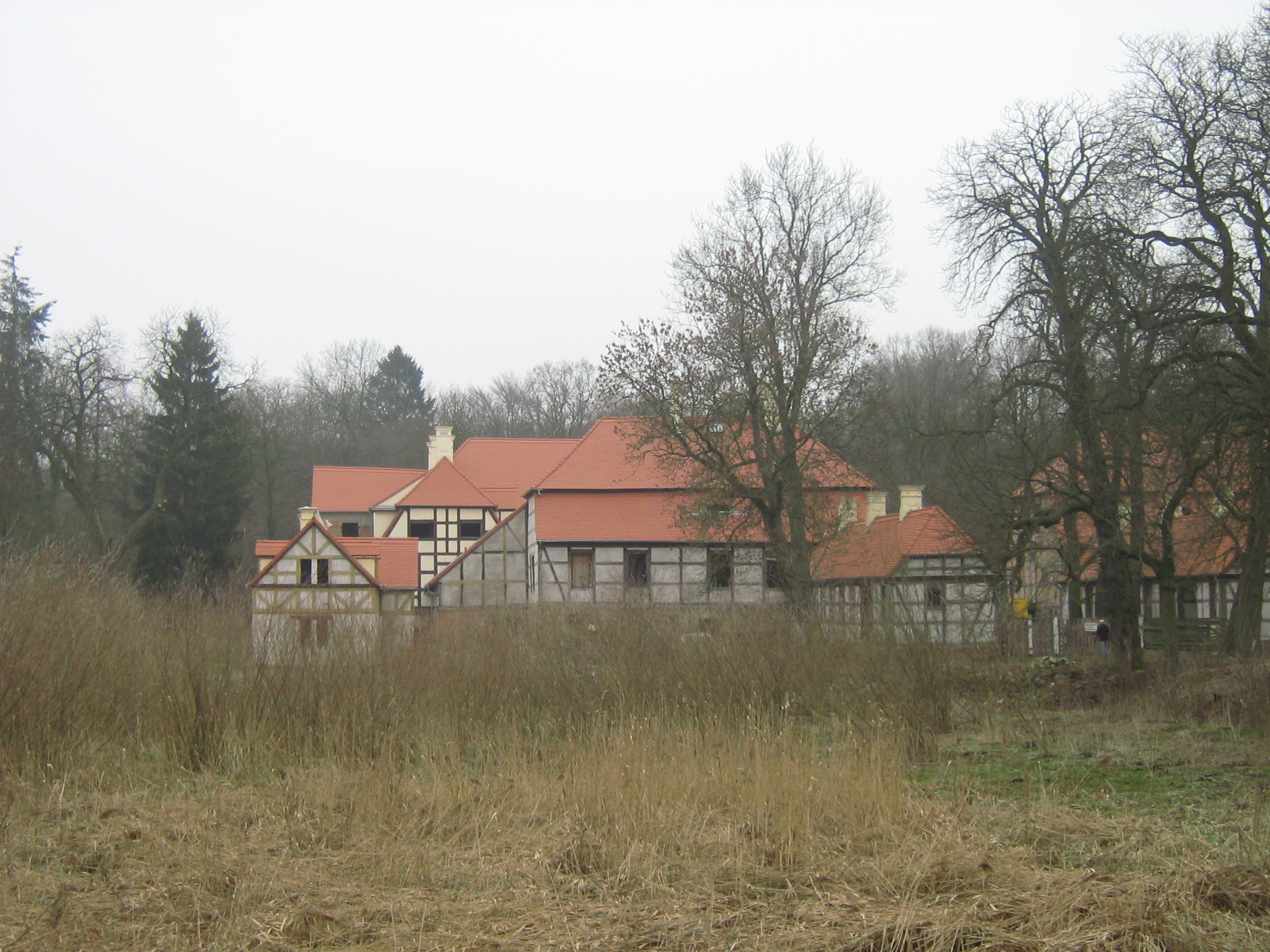
Gutshaus Schwirsen, Hinterpommern

Flemming zog sich nach seinem Militärdienst auf sein Gut Schwirsen in Hinterpommern zurück, das seit Beginn des 14. Jahrhunderts ein Flemming'sches Lehen war. 1716 vereinigte er die drei Anteile, die bislang verschiedenen Linien gehört hatten, in seiner Hand. Zwischen 1718 und 1730 ließ er das Gutshaus Schwirsen von Johann Andreas Hase aus Stargard erbauen, ein Fachwerkbau, versehen mit einem zweistöckigen Tanzsaal, dessen Wände und Decken aus Holzpaneelen bemalt sind, samt einer gemalten Empore mit Musikern und zeitgenössisch gekleidetem Publikum, das auf die Tanzgesellschaft hinunterblickt.
Flemming starb dort am 14. Oktober 1732. Das Gutsdorf kam 1734 über seine Tochter Agnes an die Grafen von Wartensleben.